# Stahl House

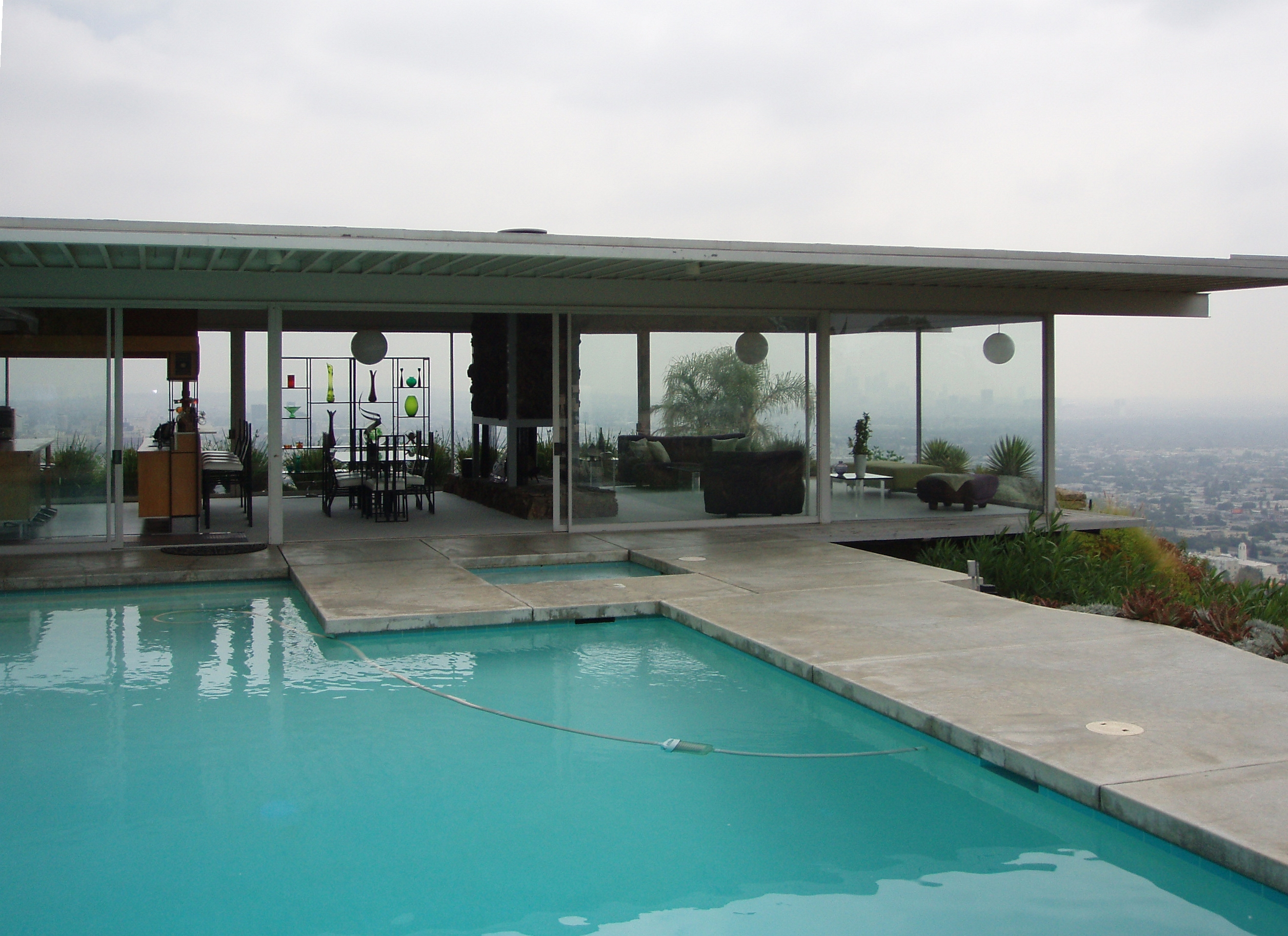
Stahl House.

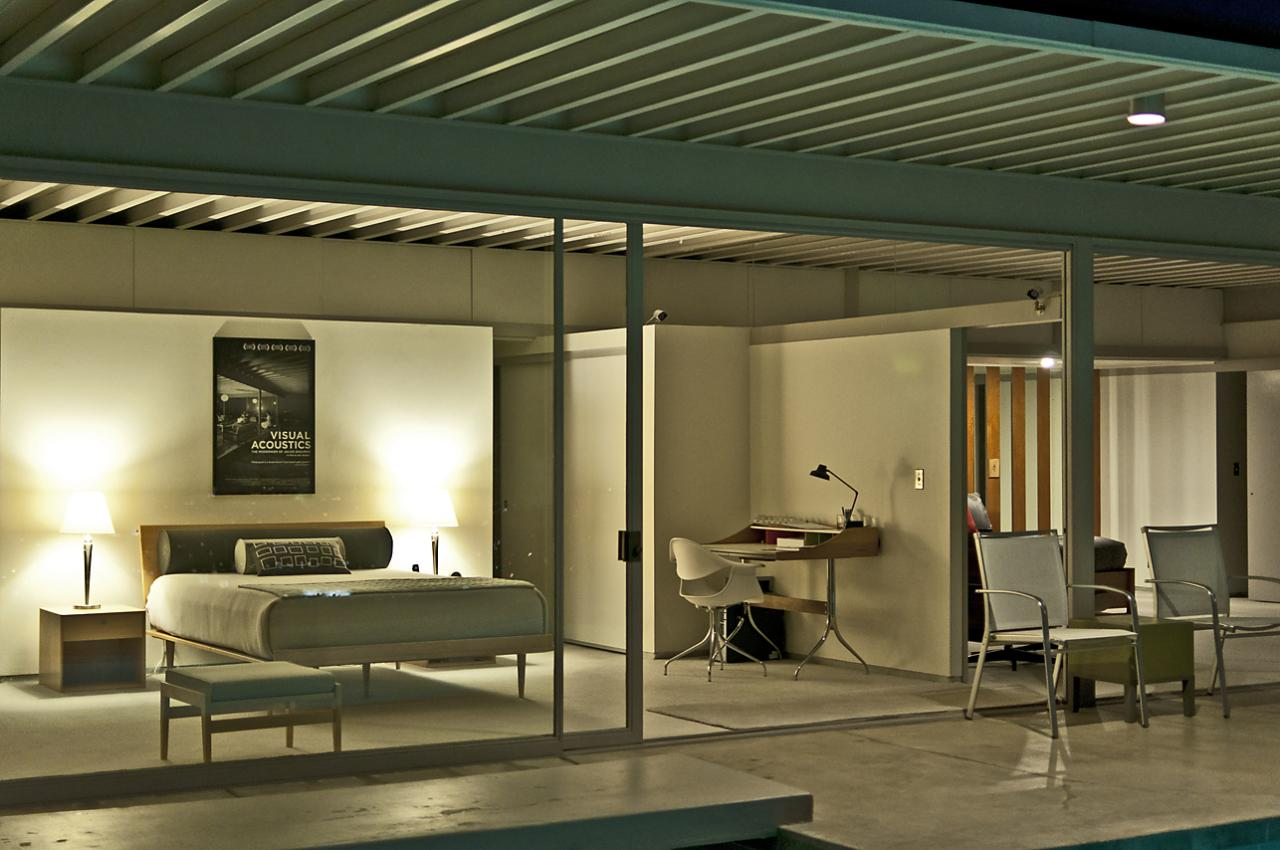
interior.

A Stahl House é uma casa de estilo modernista projetada pelo arquiteto Pierre Koenig na seção Hollywood Hills de Los Angeles, Califórnia, que é conhecida como um cenário frequente nos filmes americanos. Evidências fotográficas e anedóticas sugerem que o cliente do arquiteto, Buck Stahl, pode ter fornecido uma inspiração para a estrutura geral. Em 2013, foi listado no Registro Nacional de Locais Históricos.